# Ulisse Rocchi
Ulisse Rocchi (Perugia, 12 dicembre 1836 – Perugia, 24 gennaio 1919) è stato un politico e medico italiano.

## Biografia
Dopo aver completato gli studi presso l'Università di Perugia e aver prestato servizio nell'esercito come medico, entrò nella vita pubblica.
All'inizio egli fu consigliere comunale, e successivamente divenne sindaco di Perugia il 4 luglio 1879 fino al 20 maggio 1885. In seguito fu direttore dell'Ospedale Civile cittadino e presidente di numerose organizzazioni umanitarie.
Nel 1876 fondò e diresse per lungo tempo il quotidiano La Provincia.

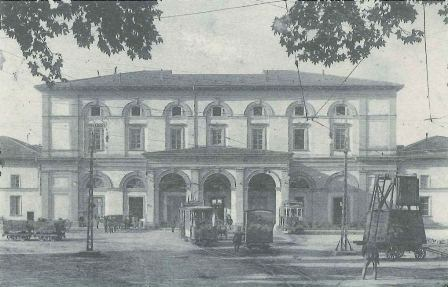
Tram alla stazione di Fontivegge

Rieletto sindaco di Perugia il 27 aprile 1893 a capo di una coalizione di centro - sinistra, si impegnò nel dotare la sua città, che ne era assolutamente priva, delle infrastrutture necessarie al suo sviluppo in senso turistico. Furono così realizzate una tramvia a trazione elettrica dalla stazione di Perugia di Fontivegge al centro urbano, il primo acquedotto cittadino a partire dal medioevo e un'officina per la produzione di elettricità.
Le infrastrutture realizzate non garantirono al Rocchi quel successo politico sperato, dato che il bilancio comunale venne appesantito al massimo dalle spese sostenute. L'acquedotto risultò tecnologicamente insicuro, mentre si dovette risarcire una ditta produttrice di acque minerali per averne captato la fonte, riversata nell'acquedotto civico. Dissidi tra le forze politiche che lo sostenevano e la radicalizzazione dello scontro sociale in atto soprattutto nelle campagne, ne decretarono la caduta nel 1903.
Iniziato in Massoneria nella Loggia "Francesco Guardabassi" di Perugia, nel 1901 ne fu eletto Primo Sorvegliante e nel 1906 Oratore, nel 1909 fu membro effettivo della Loggia "XX Giugno", pure di Perugia. 
A lui è dedicata la via che dal Duomo scende fino all'Arco etrusco.